# Geografía marxista
La geografía marxista es una hebra de geografía crítica que utiliza las teorías y la filosofía del marxismo para examinar las relaciones espaciales de la geografía humana. En la geografía marxista, las relaciones que la geografía ha analizado tradicionalmente - entorno natural y relaciones espaciales - se revisan como resultados del modo de producción material. Para entender las relaciones geográficas, desde este punto de vista, la estructura social también debe ser examinada. La geografía marxista intenta cambiar la estructura básica de la sociedad.

## Filosofía y metodología
La geografía marxista es de naturaleza radical y su crítica primaria a la ciencia espacial positivista se centró en las metodologías de esta última, que no tuvo en cuenta las características del capitalismo y el abuso que subyacen a los arreglos socioespaciales. Como tal, los primeros geógrafos marxistas fueron explícitamente políticos en la defensa del cambio social y el activismo; buscaban, a través de la aplicación del análisis geográfico de los problemas sociales, aliviar la pobreza y la explotación en las sociedades capitalistas. La geografía marxista hace afirmaciones exegéticas con respecto a cómo las estructuras profundas del capitalismo actúan como un determinante y una restricción para la agencia humana. La mayoría de estas ideas fueron desarrolladas a principios de la década de 1970 por geógrafos cuantitativos insatisfechos; En general, se considera a David Harvey como la persona clave del movimiento marxista en la geografía humana.
Para lograr tales objetivos filosóficos, estos geógrafos dependen fuertemente de la teoría social y económica marxista, recurriendo a la economía marxista y los métodos del materialismo histórico para desentrañar la manera en que los medios de producción controlan la distribución espacial humana en las estructuras capitalistas. También se invoca a Marx para examinar cómo las relaciones espaciales se ven afectadas por la clase. El énfasis está en la estructura y los mecanismos estructurales. Este énfasis ha dado resultados pero también críticas.